# Каровая лестница

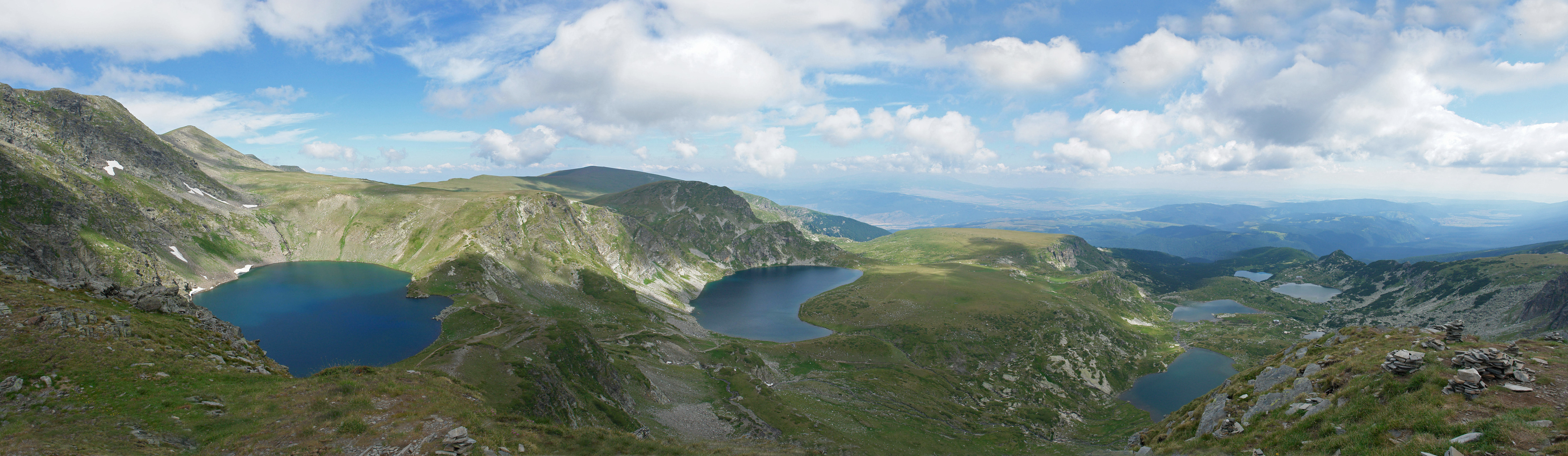
Семь Рильских озёр в Риле, Болгария.
На фотографии отчётливо видна каровая лестница.

Каровая лестница — группа, серия каров (то есть чашеобразных замкнутых углублений, врезанных в склон горы), расположенных в несколько ярусов один под другим и разделённых уступами.
По днищам каров в каровых лестницах можно судить о высоте снеговой линии в разные ледниковые эпохи.
Часто встречается в верховьях долин горных стран.